# Fasanbutt
Der Fasan- oder Pfauenaugen-Butt (Bothus mancus) ist eine Plattfischart aus der Familie der Butte (Bothidae). Sie kommt im tropischen Indopazifik von der Küste Südafrikas bis Hawaii und der Osterinsel vor. Im Norden reicht das Verbreitungsgebiet bis zum südlichen Japan, im Süden bis zur Lord-Howe-Insel und im Osten bis zu den Revillagigedo-Inseln, der Clipperton-Insel und der Isla del Coco. Er fehlt im Roten Meer.

## Beschreibung
Der Fasanbutt wird maximal 51 cm lang und erreicht ein Maximalgewicht von 1,8 kg. Seine Augenseite ist mit dunkel umrandeten hellen, bläulichen Flecken gemustert, zwischen denen zahlreiche verstreute, kleine und dunkle Flecken liegen. Auf der Seitenlinie finden sich in der Regel drei weitere, besonders dunkle große Flecken. Auf Rücken- und Afterflossen zeigen sich Längsreihen von weit auseinanderliegenden dunklen Flecken. Die Brustflosse der Augenseite besitzt eine dunkle Querstreifung. Bei den Männchen sind die Brustflossenstrahlen wesentlich länger als bei den Weibchen. Wie viele Plattfische kann er die Farbe seiner Körperoberseite an den Untergrund anpassen.
- Flossenformel: Dorsale 96–104, Anale 74–81.

## Lebensweise
Der Fasanbutt lebt über küstennahen Sandböden und in den sandigen Zonen zwischen Korallenriffen in Tiefen von 5 bis 80 Metern. Oft liegen die Tiere auch auf Riffdächern. Die vor allem nachtaktiven, gelegentlich aber auch am Tag zu sehenden Fische ernähren sich vor allem von kleineren Fischen (88 %), daneben auch von Krabben und Garnelen (12 %). Bei der ausgeprägten Balz setzt das Männchen seine lange obere Brustflosse zur Signalgebung ein, wie andere Fischarten (z. B. Grundeln) ihre Rückenflosse. Eier und Larven des Fasanbutt sind pelagisch.